# Liste der Kreisstraßen im Landkreis Birkenfeld
Die Liste der Kreisstraßen im Landkreis Birkenfeld ist eine Auflistung der Kreisstraßen im rheinland-pfälzischen Landkreis Birkenfeld.

## Abkürzungen
- K: Kreisstraße
- L: Landesstraße

## Liste
Die Kreisstraßen behalten die ihnen zugewiesene Nummer in der Regel nicht bei einem Wechsel in einen anderen Landkreis oder in eine kreisfreie Stadt. Nicht vorhandene bzw. nicht nachgewiesene Kreisstraßen werden in Kursivdruck gekennzeichnet, ebenso Straßen und Straßenabschnitte, die unabhängig vom Grund (Herabstufung zu einer Gemeindestraße oder Höherstufung) keine Kreisstraßen mehr sind. 
Der Straßenverlauf wird in der Regel von Nord nach Süd und von West nach Ost angegeben.
| Nr.  | Verlauf |
| ---- | --- |
| K 1  | L 167 in Achtelsbach – Meckenbach |
| K 2  | – Rinzenberg – Buhlenberg – K 3 – L 167 in Brücken |
| K 3  | K 2 in Buhlenberg – L 167 in Birkenfeld |
| K 4  | L 165 – Dambach – in Birkenfeld |
| K 5  | K 7 in Gollenberg – in Ellenberg |
| K 6  | K 15 – L 175 in Schwollen |
| K 7  | L 174 in Oberhambach – Gollenberg – K 5 – L 167 in Birkenfeld                                                                                               |
| K 8  | – K 9 in Schmißberg |
| K 9  | K 45 in Elchweiler – Schmißberg – K 8 – L 172 in Rimsberg                                                                                                   |
| K 11 | L 172 in Reichenbach – L 176 |
| K 12 | K 14 in Sonnenberg – Frauenberg – L 176 |
| K 13 | K 14 – Winnenberg |
| K 14 | in Oberbrombach – K 13 – Sonnenberg – K 12 – L 173 in Kronweiler                                                                                            |
| K 15 | – K 6 – L 175 in Hattgenstein |
| K 16 | L 175 in Schwollen – L 173 in Wilzenberg |
| K 17 | L 173 in Hußweiler – Nockenthal – K 19 |
| K 18 | – Enzweiler |
| K 19 | L 175 in Siesbach – K 20 – K 17 – in Rötsweiler |
| K 20 | – Kirschweiler – L 175 – Hettenrodt – Mackenrodt – K 19 |
| K 21 | L 162 – Hottenbach – K 65 – K 66 – Weiden – L 160 – Mörschied – Herborn – L 175                                                                             |
| K 22 | Oberwörresbach – L 175 |
| K 23 | L 180 in Breitenthal – Wickenrodt – L 182 |
| K 24 | (K 126 im Landkreis Bernkastel-Wittlich) – Kreisgrenze – L 162 in Stipshausen                                                                               |
| K 25 | L 180 in Sulzbach – Bollenbach – L 182 in Bundenbach |
| K 26 | K 28 – K 27 – K 30 in Bergen |
| K 27 | K 26 – Griebelschied – Kreisgrenze – (K 2 im Landkreis Bad Kreuznach)                                                                                       |
| K 28 | L 160 – Herrstein – Niederhosenbach – K 29 – K 26 – Sonnschied – Kreisgrenze – (K 1 im Landkreis Bad Kreuznach)                                             |
| K 29 | L 180 in Breitenthal – K 28 in Niederhosenbach |
| K 30 | (K 6 im Landkreis Bad Kreuznach) – Kreisgrenze – Bergen – K 26 – Berschweiler bei Kirn – Fischbach – K 32 – L 160                                           |
| K 31 | L 169 – Ruschberg – L 169 |
| K 32 | K 30 in Fischbach – Georg-Weierbach |
| K 34 | L 160 – Gerach – K 37 |
| K 35 | Regulshausen – L 177 |
| K 36 | L 177 in Vollmersbach – in Idar-Oberstein |
| K 37 | in Idar-Oberstein – Göttschied – K 34 – Hintertiefenbach – L 160                                                                                            |
| K 38 | – Nahbollenbach – Mittelbollenbach – Kirchenbollenbach |
| K 40 | – Dickesbach – Mittelreidenbach – K 46 – |
| K 42 | (K 73 im Landkreis Bad Kreuznach) – Kreisgrenze – Schmidthachenbach – Kreisgrenze – (K 72 im Landkreis Bad Kreuznach)                                       |
| K 43 | – Oberreidenbach – Sienhachenbach – |
| K 44 | – Kreisgrenze – (K 68 im Landkreis Kusel) |
| K 45 | L 174 in Burbach – Elchweiler – K 9 – |
| K 46 | K 40 in Mittelreidenbach – |
| K 48 | K 49 – Börfink |
| K 49 | in Hüttgeswasen – Thranenweier – Börfink – K 48 – L 165 |
| K 50 | (K 121 im Landkreis Bernkastel-Wittlich) – Kreisgrenze – ohne Abzweig einer klassifizierten Straße – Kreisgrenze – (K 121 im Landkreis Bernkastel-Wittlich) |
| K 51 | Langweiler – K 52 |
| K 52 | L 160 – K 51 – Sensweiler – L 162 – |
| K 53 | L 178 in Kempfeld – Burg Wildenburg |
| K 54 | L 162 in Schauren – L 160 |
| K 55 | L 162 – L 160 in Asbach |
| K 56 | (K 125 im Landkreis Bernkastel-Wittlich) – Kreisgrenze – L 162                                                                                              |
| K 57 | L 348 – Berschweiler bei Baumholder – Eckersweiler – Kreisgrenze – (K 61 im Landkreis Kusel)                                                                |
| K 58 | Bahnhof Heimbach – L 169 |
| K 59 | L 347 – Berglangenbach |
| K 60 | L 347 in Heimbach – Leitzweiler – K 61 |
| K 61 | L 170 in Gimbweiler – K 60 – K 62 – Rückweiler – K 63 – Rohrbach – L 347                                                                                    |
| K 62 | K 61 – Hahnweiler |
| K 63 | K 61 in Rückweiler – Landesgrenze – (L 314 im Saarland) |
| K 65 | L 179 in Hellertshausen – Hottenbach – K 21 – K 66 – L 180 in Sulzbach                                                                                      |
| K 66 | L 182 in Rhaunen – K 65 in Hottenbach |
| K 68 | K 69 – L 162 |
| K 69 | (K 72 im Rhein-Hunsrück-Kreis) – Kreisgrenze – K 68 – Weitersbach – L 190                                                                                   |
| K 70 | L 190 in Krummenau – K 71 – Kreisgrenze – (K 72 im Rhein-Hunsrück-Kreis)                                                                                    |
| K 71 | (K 74 im Rhein-Hunsrück-Kreis) – Kreisgrenze – L 190 – K 70 in Krummenau                                                                                    |
| K 72 | L 182 in Gösenroth – K 73 in Schwerbach |
| K 73 | (K 2 im Rhein-Hunsrück-Kreis) – Kreisgrenze – Schwerbach – K 72 – Oberkirn – L 185 – Hausen – L 162                                                         |
| K 74 | (K 131 im Landkreis Bernkastel-Wittlich) – Kreisgrenze – L 190 in Horbruch                                                                                  |
| K 76 | L 160 – L 179 |